# Mount Johnston (Mac-Robertson-Land)
Mount Johnston ist ein 1770 m hoher Berg im ostantarktischen Mac-Robertson-Land. In den Prince Charles Mountains ist er die südlichste Erhebung am Fisher-Massiv und ragt unmittelbar westlich des Lambert-Gletschers auf.
Erstmals besucht wurden er im Oktober 1954 von einer Mannschaft im Rahmen der Australian National Antarctic Research Expeditions unter der Leitung des neuseeländischen Geologen Bruce Harry Stinear (1913–2003). Das Antarctic Names Committee of Australia benannte es 1958 nach Douglas Malcolm Johnston (* 1928), Pilot der Royal Australian Air Force auf der Mawson-Station im Jahr 1957.